# CHARMM
La química de la mecànica macromolecular de Harvard (CHARMM) és el nom d'un conjunt de camps de força àmpliament utilitzat per a la dinàmica molecular, i el nom del paquet de programari informàtic de simulació i anàlisi de dinàmica molecular associat a ells. El projecte de desenvolupament CHARMM implica una xarxa mundial de desenvolupadors que treballen amb Martin Karplus i el seu grup a Harvard per desenvolupar i mantenir el programa CHARMM. Les llicències d'aquest programari estan disponibles, de pagament, per a persones i grups que treballen en l'àmbit acadèmic.

## Camps de força
Els camps de força CHARMM per a proteïnes inclouen: àtom unit (de vegades anomenat àtom estès ) CHARMM19, all-atom CHARMM22 i la seva variant corregida de potencial diedre CHARMM22/CMAP, així com versions posteriors CHARMM27 i CHARMM36 i diverses modificacions com CHARMM36m i CHARMM366mPSFF. En el camp de força de la proteïna CHARMM22, les càrregues parcials atòmiques es van derivar de càlculs químics quàntics de les interaccions entre els compostos model i l'aigua. A més, CHARMM22 està parametritzat per al model d'aigua explícit TIP3P. No obstant això, sovint s'utilitza amb dissolvents implícits. El 2006, es va reparar una versió especial de CHARMM22/CMAP per a un ús consistent amb GBSW dissolvent implícit.
El camp de força CHARMM22 té la funció d'energia potencial següent:
{\displaystyle {\begin{aligned}V=&\sum _{bonds}k_{b}(b-b_{0})^{2}+\sum _{angles}k_{\theta }(\theta -\theta _{0})^{2}+\sum _{dihedrals}k_{\phi }[1+\cos(n\phi -\delta )]\\&+\sum _{impropers}k_{\omega }(\omega -\omega _{0})^{2}+\sum _{Urey-Bradley}k_{u}(u-u_{0})^{2}\\&+\sum _{nonbonded}\left(\epsilon _{ij}\left[\left({\frac {R_{min_{ij}}}{r_{ij}}}\right)^{12}-2\left({\frac {R_{min_{ij}}}{r_{ij}}}\right)^{6}\right]+{\frac {q_{i}q_{j}}{\epsilon _{r}r_{ij}}}\right)\end{aligned}}}
Els termes d'enllaç, angle, diedre i no vinculats són similars als que es troben en altres camps de força com AMBER. El camp de força CHARMM també inclou un terme inadequat que té en compte la flexió fora del pla (que s'aplica a qualsevol conjunt de quatre àtoms que no estiguin enllaçats successivament), on {\displaystyle k_{\omega }} és la constant de força i {\displaystyle \omega -\omega _{0}} és l'angle fora del pla. El terme d'Urey-Bradley és un terme creuat que explica 1,3 interaccions no enllaçades que no tenen en compte els termes d'enllaç i angle; {\displaystyle k_{u}} és la constant de força i {\displaystyle u} és la distància entre els 1,3 àtoms.
Per a l'ADN, l'ARN i els lípids, s'utilitza CHARMM27. Alguns camps de força es poden combinar, per exemple CHARMM22 i CHARMM27 per a la simulació de la unió proteïna-ADN. També es poden descarregar paràmetres de NAD+, sucres, compostos fluorats, etc. Aquests números de versió del camp de força es refereixen a la versió de CHARMM on van aparèixer per primera vegada, però per descomptat es poden utilitzar amb versions posteriors del programa executable CHARMM. Així mateix, aquests camps de força es poden utilitzar dins d'altres programes de dinàmica molecular que els donen suport.
El 2009, es va introduir un camp de força general per a molècules semblants a fàrmacs (CGenFF). "Cobreix una àmplia gamma de grups químics presents en biomolècules i molècules semblants a fàrmacs, incloent un gran nombre de bastides heterocícliques". El camp de força general està dissenyat per cobrir qualsevol combinació de grups químics. Això implica inevitablement una disminució de la precisió per representar qualsevol subclasse particular de molècules. Al web de Mackerell s'adverteix reiteradament als usuaris que no utilitzin els paràmetres CGenFF per a molècules per a les quals ja existeixen camps de força especialitzats (com s'ha esmentat anteriorment per a proteïnes, àcids nucleics, etc.).
CHARMM també inclou camps de força polaritzables mitjançant dos enfocaments. Un es basa en el model de càrrega fluctuant (FQ), també anomenat equilibri de càrrega (CHEQ). L'altre es basa en el model d'oscil·lador de dispersió o shell Drude.
Els paràmetres de tots aquests camps de força es poden descarregar gratuïtament des del lloc web de Mackerell.

## Programa de dinàmica molecular
El programa CHARMM permet generar i analitzar una àmplia gamma de simulacions moleculars. Els tipus més bàsics de simulació són minimitzar una estructura determinada i les execucions de producció d'una trajectòria de dinàmica molecular. Les funcions més avançades inclouen la pertorbació d'energia lliure (FEP), l'estimació d'entropia quasi harmònica, l'anàlisi de correlació i els mètodes quàntics combinats i mecànica quàntica - mecànica molecular (QM/MM).
CHARMM és un dels programes més antics de dinàmica molecular. Ha acumulat moltes funcions, algunes de les quals es dupliquen amb diverses paraules clau amb lleugeres variants. Aquest és un resultat inevitable de les nombroses perspectives i grups que treballen a CHARMM a tot el món. El fitxer de registre de canvis i el codi font de CHARMM són bons llocs per buscar els noms i afiliacions dels principals desenvolupadors. La implicació i la coordinació del grup de Charles L. Brooks III a la Universitat de Michigan és destacada.

## Historial del programari
Al voltant de 1969, hi va haver un interès considerable en el desenvolupament de funcions d'energia potencial per a molècules petites. CHARMM es va originar al grup de Martin Karplus a Harvard. Karplus i el seu llavors estudiant de postgrau Bruce Gelin van decidir que era el moment de desenvolupar un programa que permetés prendre una seqüència d'aminoàcids donada i un conjunt de coordenades (per exemple, de l'estructura de raigs X) i utilitzar aquesta informació per calcular l'energia del sistema en funció de les posicions atòmiques. Karplus ha reconegut la importància de les principals aportacions en el desenvolupament del programa (aleshores sense nom), que inclouen:
- El grup de Schneior Lifson a l'Institut Weizmann, especialment d'Arieh Warshel que va anar a Harvard i va portar el seu programa de camp de força consistent (CFF) amb ell
- Grup de Harold Scheraga a la Universitat de Cornell
- Coneixement dels càlculs energètics pioners de Michael Levitt per a proteïnes

A la dècada de 1980, finalment va aparèixer un paper i CHARMM va fer el seu debut públic. Aleshores, el programa de Gelin s'havia reestructurat considerablement. Per a la publicació, Bob Bruccoleri va proposar el nom HARMM (HARvard Macromolecular Mechanics), però li va semblar inadequat. Així que van afegir una C per a Química. Karplus va dir: " De vegades em pregunto si el suggeriment original de Bruccoleri hauria servit d'avís útil per als científics sense experiència que treballen amb el programa. " CHARMM ha continuat creixent i la darrera versió del programa executable es va fer el 2015 com CHARMM40b2.
Docking@Home, allotjat per la Universitat de Delaware, un dels projectes que utilitzen una plataforma de codi obert per a la informàtica distribuïda, BOINC, va utilitzar CHARMM per analitzar els detalls atòmics de les interaccions proteïna-lligant en termes de simulacions i minimitzacions de dinàmica molecular (MD).